# Dvalin
För hjorten i Yggdrasil, se Dain, Dvalin, Duneyr och Duratror.
Dvalin (fvn Dvalinn, ”försänkt i dvala” eller ”försenad”) är ett av de vanligaste dvärgnamnen i nordisk mytologi. I den poetiska Eddan finns namnet i Vǫluspá, Hávamál, Alvísmál och Fáfnismál, men någon berättelse om en dvärg med detta namn har inte bevarats. I eddadikterna används namnet främst som poetisk synonym med betydelsen ”dvärg”. På samma sätt går Snorre Sturlasson tillväga, då han i Gylfaginning och Skáldskaparmál parafraserar den poetiska Eddans texter på prosa. Någon myt om ”dvärgen Dvalin” tycks han inte känna till. Däremot finns i den sena tåten Sǫrla þáttr en kort historia om hur fyra dvärgar tillverkade gudinnan Frejas halsband Brisingamen. En av dessa bar namnet Dvalin. Likaledes är ”Dvalin” i Hervarar saga namnet på en av två dvärgar som smidde svärdet Tyrfing.

## Källtexterna

### Völuspá
Namnet Dvalin nämns två gånger i Vǫluspá, avsnittet Dvergatal, stroferna 9–16. Först i en þula (strof 11), därefter i en strof som tycks beskriva ett skeende, vilket kan gå tillbaka på en nu förlorad myt (strof 14):
| Mál es dverga í Dvalins liði ljóna kindum til Lofars tęlja, þęir es sóttu frá Salarstęini Aurvanga sjǫt til Jǫruvalla. Finnur Jónsson, 1932 | Tid är att dvärgar i Dvalins skara för människorna leda till Lovar i ättlängd; de som sandfältens säte sökte åt sig till grusslätterna från grundens sten. Övers. Erik Brate, 1913 | Tid är att dvärgar i Dvalins följe för levande släktet till Lovar tälja, de, som sig sökte från Salarsten och gyttjiga vångar till Järavallen. Övers. Åke Ohlmarks, 1948 | Tid är att mäla för mänskor om Dvalins dvärgars led som från Lofar stamma – de som gingo till Jöruvalla och Aurvanga hall från sitt hem i stenen. Övers. Björn Collinder, 1957. |  |

Strofen följs av en uppräkning av namn på dvärgar i Dvalins lið (ordet kan betyda ”väpnat följe”). Någon som hette Dvalin tycks alltså ha lett en expedition till Jǫruvellir, vilket redan Finnur Jónsson associerade till Järavallen i Skåne. Det är dock oklart om Salarsteinn, Aurvangar och Jǫruvellir är ortnamn eller beskrivande ord. Lovar (Lofarr) är en i övrigt okänd person, och även syftningen av til Lofars telja är oklar. Var Lovar stamfader till dessa dvärgar eller var han den siste i raden – i så fall kanske en hövding på Järavallen som trodde sig härstamma från Dvalins skara? Namnet Lovar tycks i alla fall betyda ”den lovvärde” (eller kanske ”den som prisar”), och Jǫruvellir brukar översättas ”stridsslätten”.
Samma vandring antyds av Snorre Sturlasson i Gylfaginning 14, som till en uppräkning av dvärgnamn fogar texten ”dessa kom från Svarinshög till Aurvang på Joruvallar och från dem kommer Lofar”. Lofar är här den siste i ättlängden, men vem han var sägs inte. Svarinshög (Svarinshaugr) är väl en gravhög.

### Hávamál
I det avsnitt som kallas Rúnatal i Hávamál, stroferna 138–145, berättas hur Oden fann runorna och hur runkunskapen därefter spreds i alla världar. Här följer strof 144:
| Óðinn með ǫ́sum, ęn fyr ǫlfum Dáinn, Dvalinn dvergum fyrir, Ásviðr jǫtnum fyrir, ek ręist sjalfr sumar. – Finnur Jónsson, 1932 | Odin bland asar, för alver Dain, för dvärgarna ristade Dvalin, Asvid har ristat för alla jättar, några runor ristade jag själv. Övers. Björn Collinder, 1957 |  |

De fyra namnen står alltså som representanter för var sina folk: asarna, alverna, dvärgarna och jättarna. Men trots att Rúnatal är en jag-dikt med Oden som talare, kan det ”jag” som står i sista raden knappast syfta på honom. Kanske är det i stället en Odenspräst, þulr, som här tänks recitera dikten. Han får i så fall representera människorna. I närmast föregående strof nämns för övrigt Oden själv som en ”stortul” (fimbulþulr), vilket kan knyta an till recitatören.
Namnet Dain (Dáinn) är lika mycket ett dvärgnamn som namn på en alv. Jätten Asvid (Ásviðr) är fullständigt okänd.

### Alvíssmál
I Alvíssmál frågar Tor ut den språkkunnige dvärgen Allvis vad olika företeelser heter på de språk som talas av gudar, människor, alver, dvärgar och jättar. I strof 15 får dvärgen frågan vad solen heter på dessa tungomål. Svaret kommer i följande strof:
| Sól hęitir með mǫnnum, ęn sunna með goðum, kalla dvergar lęika Dvalins, ęygló jǫtnar, alfar fagrahvél, alskír ása synir. Finnur Jónsson, 1932 | Den är sol för mänskor, sunnanljus hos gudar, hos dvärgar Dvalins leksak, hos jättar evig glöd, hos alver fagerhjul, allskir hos asars söner. Övers. Björn Collinder, 1957 | Sol bland människor, sunna bland gudar, bland dvärgarna Dvalins leksak, eldglöd bland jättar, bland alver fagerhjul, allglans bland asars söner. Övers. Åke Ohlmarks, 1965 |  |

”Dvalin” tycks här vara heite med betydelsen ”dvärg”, och ”Dvalins leksak” anses syfta på folktron att dvärgar – i likhet med andra nattvarelser – förvandlas till sten om de träffas av solens första strålar. Det var ju detta öde som drabbade Allvis själv i kvädets sista strof. Men i så fall borde det väl vara solen som ”leker med” Dvalin, och inte tvärtom? En möjlig förklaring är att leika Dvalins skulle kunna gå tillbaka på en nu förlorad myt. Vad som kan tala för det är att både leika och leika Dvalins förekommer som beteckning för solen i tulorna. För övrigt kan leika även betyda ”lekkamrat” och ”älskarinna”.

### Fáfnismál
I Fáfnismál besvarar den döende draken Fáfnir en rad mytologiska frågor som ställs av hans dråpare Sigurd. En fråga gäller vilka nornor, som bestämmer nyfödda gossebarns öden. Fáfnir svarar:
| Sundrbornar mjǫk sęgik nornir vesa, ęigut þær ætt saman; sumar ro áskungar, sumar alfkungar, sumar dœtr Dvalins. Finnur Jónsson, 1932 | Av flerehanda rot har jag funnit dem vara, av en ätt äro de ej: några äro asaborna, några äro alvborna, några äro Dvalins döttrar. Övers. Björn Collinder, 1957 | Nog är olika nornors ätt, ej är de alla ens: från asar stammar några, från alver andra, en del är ock Dvalins döttrar. Övers. Åke Ohlmarks, 1965 |  |

”Dvalins döttrar” betyder ”dvärginnor”. Kanske har de skilda ”norneätterna” haft olika funktioner då ödena fördelades, gissar Åke Ohlmarks: ”För krig, makt, riken och hjältar måste de ’askunniga’ råda, för rikedom och skatter de dvärgaborna, för vanligt ’vegeterande’ folk de alvborna.” Tanken kan alltså vara likartad den i Rígsþula där olika samhällsklasser tillskrivs olika stammödrar.
Men föreställningen om olika norneätter är mycket sen, påpekar Finnur Jónsson. ”Ursprungligen fanns bara en norna (Urd), sedan blev de tre och till sist många och av skilda härkomster.”
Tanken att några nornor skulle vara dvärginnor går dessutom på tvärs mot vad som i övrigt är känt om dvärgasläktet. I både tulor och eddadiktning finns en uppsjö av namn på dvärgar – men icke ett enda dvärginnenamn. ”Förklaringen kan vara”, skriver Gro Steinsland, ”att dvärgarna skapades som grupp en gång för alla. De är nämligen alla män och kan inte föröka sig som könsvarelser.” I så fall existerar inga dvärginnor.

### Namntulorna
Dvalin (Dvalinn) förekommer också som dvärgnamn i namntulornas Dverga heiti. I skaldediktningen är dvärgnamn ovanliga, men just namnet ”Dvalin” utgör ett undantag då det finns i kenningar för skaldemjödet, som skalder ofta använde som omskrivning för den egna dikten. Exempel på sådana kenningar är Dvalins drykkr, Dvalins full och Dvalins veigar. Drykkr betyder förstås ”dryck”; full betyder ”skål, minne” (som i att dricka någons skål) och veigar betyder också ”dryck” (egentligen ”vin”). Någon dvärg med namnet ”Dvalin” finns visserligen inte i myten om skaldemjödet, men här gäller regeln om alla heitens utbytbarhet inom den egna gruppen. Beroende på diktens formella krav rörande allitteration, assonans och antal stavelser, kan alla dvärgnamn bytas ut mot varandra i kenningar. Innebörden av varje sådant heite blir då bara ”dvärgen”, och även i de fall i den poetiska Eddan där ”Dvalin” nämns, kan det vara omöjligt att avgöra om namnet syftar på den namngivne dvärgen eller på ”dvärg i allmänhet”.

### Kálfsvísa
”Dvalin” är också nämnd i tulan Kálfsvísa, som räknar upp namnen på olika ryttare och deras hästar. Han sägs där rida en häst vid namn Modne (Móðnir eller Móðinn?). Denne ”Dvalin” har historiskt brukat sammanföras med ”dvärgen Dvalin” – vilket exempelvis Viktor Rydberg gjorde – men den myt, som tulan troligen anspelar på, är förlorad, och moderna forskare nöjer sig med att kalla ryttaren ”en okänd mytisk person”.

## Namnet
Namnet Dvalinn brukar oftast översättas ”den som ligger i dvala”, ”den sovande”, eller liknande. Namnet antas då komma från substantivet dvali, ”dvala, slummer, medvetslöshet”. Någon myt som förklarar namnet, finns inte, men många dvärgar har namn som tyder på att de tillhör ett dödsrike. Som exempel kan anföras följande namnrad ur Dvergatal i Vǫluspá Hauksbókar, strof 11.
Alþjófr, Dvalinn,
Nár ok Náinn
Nípingr, Dáinn, o.s.v.
Alþjófr betyder ”alltjuv; den som rövar allt”; Nár betyder ”lik, kadaver”, och Náinn (troligen) ”liklik”, alltså ”liknande ett lik”. Nípingr kan betyda ”skymma, bli mörk” om det är besläktat med fornengelskans genīpan (i annat fall ”nypare, en som nyper”); Dáinn brukar översättas ”döding”.
Men Dvalinn kan också översättas ”den långsamme, den sene” eller ”den försenade”. Namnet kommer i så fall från substantivet dvǫl, ”uppehåll, försening”, eller från verbet dvala/dvelja, ”försinka, förhala”. Mytforskaren John Lindow förespråkar detta, men erkänner samtidigt att inte heller denna namntolkning kan förankras i någon myt.
Viktor Rydberg associerade Dvalinn –  ”den sovande” – till sägner om slumrande kämpar såsom Ållebergs ryttare och Holger danske, vilka i hemliga rum inväntar den ödesstund då de skall väckas. Dvalinn har, spekulerade han, blivit stungen av sömntorn och skall inte vakna förrän till ljudet av Heimdalls horn vid Ragnarök. Boken Fädernas gudasaga, där dessa tankar framfördes, var tänkt som en populärvetenskaplig ungdomsbok, men bör till följd av Rydbergs säregna forskningsmetod betraktas som mytologisk science fiction.